# 莫内城
莫内城（法語：Monnet-la-Ville，法語發音：[mɔnɛ la vil]）是法国汝拉省的一个市镇，属于隆斯勒索涅区。

## 地理
莫内城（46°43'12"N, 5°47'46"E）面积6.19 平方千米，位于法国勃艮第-弗朗什-孔泰大區汝拉省，该省份为法国东部内陆省份，北起上索恩省，西北接科多尔省，西临索恩-卢瓦尔省，南至安省，东与杜省和瑞士接壤。
与莫内城接壤的市镇（或旧市镇、城区）包括：尚帕尼奧勒、安河畔蒙蒂尼、蒙叙莫内、内村、蓬迪纳瓦。

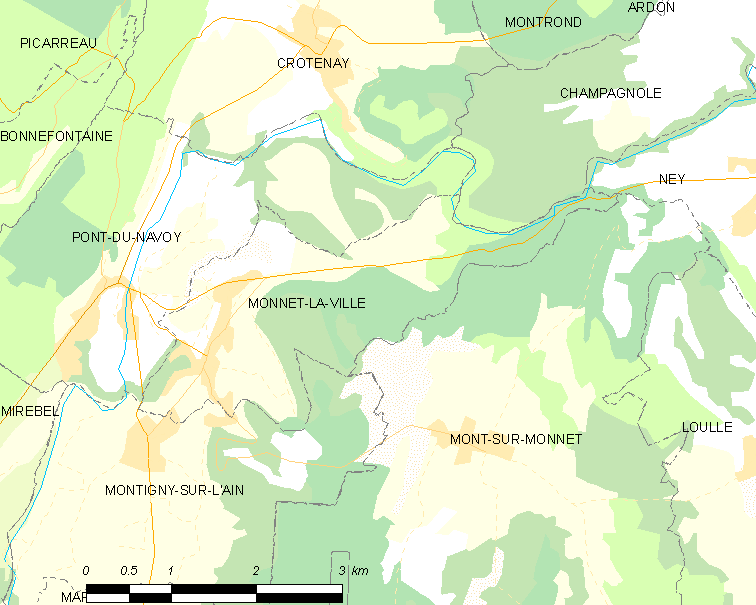
莫内城的OSM定位图

莫内城的时区为UTC+01:00、UTC+02:00（夏令时）。

## 行政
莫内城的邮政编码为39300，INSEE市镇编码为39344。

## 政治
莫内城所属的省级选区为尚帕尼奥勒县。

## 人口

1962-2008年间莫内城人口变化图示

莫内城于2022年1月1日时的人口数量为332人。